# Trébeurden
Trébeurden é uma comuna francesa na região administrativa da Bretanha, no departamento de Côtes-d'Armor. Estende-se por uma área de 13.40 km². Em 2010 a comuna tinha 3 744 habitantes (densidade: 279,4 hab./km²).